# 36.º Troféu HQ Mix
O 36º Troféu HQ Mix (também grafado como Troféu HQMIX) é um evento organizado pela Associação dos Cartunistas do Brasil (ACB) e pelo Instituto do Memorial das Artes Gráficas do Brasil (IMAG) com o propósito de premiar as melhores publicações brasileiras de quadrinhos de 2023 em diferentes categorias.

## História
As inscrições para o 36º Troféu HQ Mix foram abertas de 15 de janeiro a 26 de março de 2024. Artistas, editores e autores puderam inscrever publicações em quadrinhos, eventos, trabalhos acadêmicos e demais produções relativas às HQs que tenham sido lançadas durante 2023 no Brasil (no caso dos trabalhos acadêmicos, vale a data da defesa). A inscrição de obras e autores foi realizada através do site oficial do prêmio através e os finalistas foram divulgados em 3 de setembro.
Em 21 de outubro foi divulgado o troféu do ano, dessa vez representando a personagem Muriel, criada por Laerte Coutinho, que foi também a responsável pela arte para o modelo do prêmio.
O resultado foi divulgado no dia 22 de novembro e a cerimônia de premiação ocorreu em 11 de dezembro.

## Vencedores e indicados
| Categoria                              | Vencedores | Indicados |
| -------------------------------------- | --- | --- |
| Adaptação para os quadrinhos           | O Fantasma da Ópera em São Paulo Larissa Palmieri e Al Stefano / Zapata | - A Casa das Sete Mulheres (Letícia Wierzchowski e Verônica Berta / Maralto) - Atirei o Pau no Gato e Outras Histórias de Terror (Lucio Luiz, Ana Pepper, Caio Oliveira, Caio Zero, Carlos Gritti, Chairim, Flavio Soares, Isaque Sagara, Laudo Ferreira, Little Goat, Luiza Lemos, Mario Cau, Rodrigo Mazer, Samuel Bono, Thiago Krening e Wagner Willian / Jupati) - Carmilla (Clarice França, Germana Viana e Fabiana Signorini / Indievisivel) - Crime Scene Graphic Novel Volume 1 (vários autores / DarkSide) - Drácula (George Bess / Risco) - Grandes Sucessos (S. Lobo, editor / Brasa) - Histórias do Largo (Raphaela Corsi e Luana Camargo / independente) - Não Alimente os Ursos (Wagner Willian / Texugo) - O Estranho Conto da Ilha Panorama (Suehiro Maruo / Pipoca & Nanquim) - Rain (Joe Hill, David M. Booher, Zoe Thorogood e Chris O'Halloran / Devir) |
| Arte-finalista nacional                | Al Stefano O Fantasma da Ópera em São Paulo | - André Stahlschmidt (Agora Talvez Você Seja Compreendido) - Cora Ottoni (A Colher) - Guilherme Match (Soundtrack) - Hiro Kawahara (A Sereia da Floresta) - Karolyne Rocha (Balsamus: O Lobo de um Olho Só) - Leandro Assis (Os Santos) - Marília Marz (Cara/Coroa) - Marina Schenkel (Love Can Hurt) - Samanta Flôor (A Canção Fantasma) - Verônica Berta (A Casa das Sete Mulheres) |
| Colorista nacional                     | Ana Luiza Koehler Viaduto | - Al Stefano (A Divina Comédia em Quadrinhos) - Carol Rossetti (Magali: Receita) - Hiro Kawahara (A Sereia da Floresta) - Hugo Canuto (Contos dos Orixás: O Rei do Fogo) - Jefferson Costa (Jeremias: Estrela) - Jozz (A Cidade Submersa) - Maju Bengel (O Mago e a Tempestade) - Marina Schenkel (Love Can Hurt) - Samanta Flôor (A Canção Fantasma) - Verônica Berta (A Casa das Sete Mulheres) |
| Desenhista nacional                    | Ana Luiza Koehler Viaduto | - Al Stefano (O Fantasma da Ópera em São Paulo) - Bianca Pinheiro (Bear: As Aventuras de Dimas & Raven - Na Cidade das Charadas) - Carol Rossetti (Magali: Receita) - Diox (Estopim) - Germana Viana (Carmilla) - Ju Loyola (More Than Words) - Leandro Assis (Os Santos) - Marília Marz (Em Ti me Vejo) - Samanta Flôor (A Canção Fantasma) |
| Dissertação de mestrado                | Representações de mulheres gordas em quadrinhos de autoria feminina da/na Amazônia Fabiana Oliveira Gillet / Universidade Federal do Pará                                                                    | Eleito pelo júri especializado |
| Edição especial estrangeira            | Fora do Padrão: 40 Anos de Quadrinhos LGBTQIA+ Justin Hall, organizador / O Grito | - A Cegueira Iminente de Billie Scott (Zoe Thorogood / Conrad) - Aloha (Maco / Hipotética) - Bruxas, Minhas Irmãs (Chantal Montellier / Veneta) - Crime Scene Graphic Novel Volume 1 (vários autores / DarkSide) - Hulk: Grand Design (Jim Rugg / Panini) - Más Companhias (Ancco / Veneta) - Mulher-Maravilha - História: As Amazonas (Kelly Sue DeConnick, Phil Jimenez, Gene Ha e Nicola Scott / Panini) - O Grande Vazio (Léa Murawiec / Comix Zone!) - Pente Quente (Ebony Flowers / Veneta) - Sobre a Tirania (Timothy Snyder e Nora Krug/ Quadrinhos na Cia.) |
| Edição especial nacional               | O Fantasma da Ópera em São Paulo Larissa Palmieri e Al Stefano / Zapata | - Bendita Cura: Edição Definitiva (Mário César / Conrad) - Boy Magya Contra o Monstro do Armário (Chris Gonzatti, Guilherme Smee, Danverdura, Maria Olivia e Germana Viana / Splash) - Em Ti Me Vejo (Regiane Braz e Marília Marz / Conrad) - Estopim (Diox / Veneta) - Grandes Sucessos (S. Lobo, editor / Brasa) - Inteiro Pesa Mais do Que Metade (Carol Ito / Nversos) - O Filme Perdido (Cesar Gananian e Chico França / Quadrinhos na Cia.) - Ópera Negra (Clara Chotil / Veneta) - Os Santos (Leandro Assis e Triscila Oliveira / Todavia) - Pedra D'Água (Clarice Hoffmann e Greg / CEPE) - Viaduto (Ana Luiza Koehler / Veneta) |
| Editora do ano                         | Brasa | - Bebel Books - Comix Zone! - Conrad - DarkSide - Draco - JBC - Mino - Panini - Peirópolis - Quadrinhos na Cia. - Veneta |
| Evento                                 | Poc Con | - 50º Salão Internacional de Humor de Piracicaba - 5º Santos Festival Geek - 7ª Bienal de Quadrinhos de Curitiba - Campo Geek - Dia do Super-herói Brasileiro - Imagineland - PerifaCon - Santos Comic Expo 2023 - Top! Top! - Convenção Paraibana de Quadrinho - Virada Nerd e o Dia do Quadrinho Grátis |
| Exposição                              | Lilian Mitsunaga: 4 Décadas nos Quadrinhos - Bienal de Quadrinhos de Curitiba | - Carolina - Bienal de Quadrinhos de Curitiba - Charges e Cartuns: Crítica na Ponta do Lápis - Das Redes Sociais ao Livro - Bienal de Quadrinhos de Curitiba - Exposição Afropower: Especial Afrofuturismo - Exposição Defeito de Fábrica na Glauco Cartoon - Exposição Grandes Sucessos - Música Popular em Quadrinhos - Intersecções - Bienal de Quadrinhos de Curitiba - Maria Erótica: Outros Erotismos - Bienal de Quadrinhos de Curitiba - Resistências - Bienal de Quadrinhos de Curitiba - Ultraviolência - Bienal de Quadrinhos de Curitiba |
| Grande contribuição                    | Marcos Massolini pela pesquisa sobre o artista Joselito Mattos | Eleito pela comissão organizadora |
| Grande mestre do quadrinho nacional    | Henrique Magalhães | Eleito pela comissão organizadora |
| Grande mestre do quadrinho nacional    | Anita Costa Prado | Eleito pela comissão organizadora |
| Homenagem especial                     | 50 anos do 1º Congresso de Histórias em Quadrinhos de Avaré (organizado por Nilva Calixto na FREA - Fundação Regional Educacional de Avaré)                                                                  | Eleito pela comissão organizadora |
| Livro teórico                          | A Guerra dos Gibis: A Formação do Mercado Editorial Brasileiro e a Censura aos Quadrinhos, de 1933 a 1964 - Edição Revista e Ampliada Gonçalo Junior / Conrad                                                | - Alan Moore e a História (Artur R. I. Lopes Filho, Mario Marcello Neto e Felipe Radünz Krüger, organizadores / Dokan) - Hmmm... Paixão Criativa de Moacy Cirne (Guilherme E Silveira, Lielson Zeni, Maria Clara Carneiro e Valter do Carmo Moreira, organizadores / Risco) - Joselito Mattos Solta Seus Bichos (Marcos Massolini / Noir) - MeMo Volume 11 - Eugenio Colonnese: O Maestro dos Quadrinhos (Toni Rodrigues / GRRR! e Criativo) - MeMo Volume 12 - Três Mestres dos Quadrinhos: Giorgio Scudellari, Sylvio Ramirez e Zezo (Toni Rodrigues / GRRR! e Criativo) - Os Donos da Rua: Representatividade Racial e as Transformações do Protagonismo Negro no Universo Turma da Mônica (Rodrigo Sérgio F. de Paiva / Appris) - Pequeno Manual da Reportagem em Quadrinhos (Augusto Paim / Arquipélago) - Produção e Circulação de Publicações de Quadrinhos Religiosos no Brasil (1960-2014) (Amaro X. Braga Jr. / Edufal) - Todas as Aventuras Marvel (Douglas Wolk / Conrad) - Vitralizado: HQs e o Mundo (Ramon Vitral / MMarte)                               |
| Mangá e produções correlatas           | 48 Km Iara Naika / Indievisivel | - 9 Horas: Master Edition (Magenta King / JBC) - Berserk: Edição Luxo nº 41 (Kentaro Miura / Panini) - Boys Run the Riot (Keito Gaku / JBC) - Drácula Quer um Namorado nº 1 (Felipe Soullep / Indievisivel) - E a Boca do Luxo Entra em Campo (Lu Castro e Lalo Sousa / independente) - Lampião nº 3 (Heitor Amatsu e Carlo Eduardo / Indievisivel) - Shimanami Tasogare: Sonhos ao Amanhecer (Yuhki Kamatani / JBC) - Soundtrack (Guilherme Match e Rashid / JBC) - Sunny Sunny Ann! (Miki Yamamoto / JBC) - Vampiros (Osamu Tezuka / Pipoca & Nanquim) |
| Novo talento - desenhista              | Daniel Cesart Estados Unidos da África | - Allan Matias (Pústulas, Pérolas, Espuma e Sabina) - Amanda Miranda (Juízo) - Carol Ito (Inteiro Pesa Mais que Metade) - Cora Ronron (Maldição!!!) - Danverdura (Boy Magya Contra o Monstro do Armário) - Lalo Sousa (E a Boca do Luxo Entra em Campo) - Laura Jardim (Longe de Tudo) - Magenta King (9 Horas: Master Edition) - Marina Schenkel (Love Can Hurt) - Raphaela Corsi (Histórias do Largo) |
| Novo talento - roteirista              | Regiane Braz Em Ti me Vejo | - Amanda Miranda (Juízo) - Anderson Shon (Estados Unidos da África) - Carol Ito (Siriricas Tristes e Outras (In)felicidades) - Fernanda Baukat (Debaixo D'Água) - Lark (O Livro dos Pássaros) - Lielson Zeni (Damasco) - Lu Castro e Lalo Sousa (E a Boca do Luxo Entra em Campo) - Luana Cristini (Aqueles Dias) - Marina Schenkel (Love Can Hurt) - Renata C B Lzz (O Último Acampamento) |
| Produção para outras linguagens        | Salão Internacional de Humor de Piracicaba: 50 Anos / documentário Rafael Bitencourt, diretor | Eleito pela comissão organizadora |
| Produção para outras linguagens        | Podcast HQ Brasil / podcast Luciana Falcon e Pedro Brandt, produtores | Eleito pela comissão organizadora |
| Projeto editorial                      | As Confissões da Bahia (em Quadrinhos) Alexey Dodsworth, Cristina Lasaitis, Isaque Sagara, David Arievilo, Tunak, Kirnna Schaun, Roberta Cirne, Débora Santos e Alson Castro / independente                  | Eleito pela comissão organizadora |
| Projeto editorial                      | Narrativas Periféricas PerifaCon e Editora Mino | Eleito pela comissão organizadora |
| Projeto gráfico                        | Lusco-Fusco 2: Marvin Escreve Poemas Orlandeli / independente | Eleito pela comissão organizadora |
| Projeto gráfico                        | Os Contos do Planta 2: Caixa de Relíquias Gustavo Ravaglio / independente | Eleito pela comissão organizadora |
| Publicação de aventura/terror/fantasia | Gibi de Menininha: Contos de F*das Camila Suzuki, Clarice França, Dane Taranha, Fabiana Signorini, Germana Viana, Katia Schittine, Mari Santtos, Milena Azevedo, Renata C B Lzz e Roberta Cirne / Zarabatana | - A Canção Fantasma (Samanta Flôor / DarkSide) - A Sereia da Floresta (Hiro Kawahara / JBC) - Aqueles Dias (Luana Cristini e Gil Gomes / independente) - Ave de Rapina (Dave McKean / DarkSide) - Better Angels - As Melhores Virtudes: Uma Aventura de Kate Warne (Jeff Jensen e Gegê Schall / Conrad) - Boy Magya Contra o Monstro do Armário (Chris Gonzatti, Guilherme Smee, Danverdura, Maria Olivia e Germana Viana / Splash) - Crime Scene Graphic Novel Volume 1 (vários autores / DarkSide) - Juízo (Amanda Miranda / independente) - Longe de Tudo (Fabrício Martins e Laura Jardim / independente) - M de Monstra (Talia Dutton / Suma) |
| Publicação de clássico                 | Laertevisão: Coisas que Não Esqueci - Edição Especial Laerte Coutinho / Conrad | - A Noite dos Palhaços Mudos (Laerte Coutinho / Conrad) - Biblioteca Mauricio de Sousa: Cebolinha 1973 (Mauricio de Sousa / Panini) - Expressa: Angeli (Sergio Cohn e Douglas Utescher, editores / Ugra Press) - Feliz Aniversário, Feliz Obituário (Rafael Calça e Jefferson Costa / Conrad) - [[Little Nemo\|Little Nemo (1910 - 1914) (Winsor McCay / Figura) - Maggie, a Mecânica (Jaime Hernandez / Veneta) - Mauricio de Sousa: Edição de Artista - Mônica (Mauricio de Sousa / Panini) - Nausicäa do Vale do Vento nº 2 (Hayao Miyazaki / JBC) - Retrato Falado: Um Quadrinho de Briga (Lor / Mambembe) - Sequelas (Lourenço Mutarelli / Comix Zone!) |
| Publicação de humor                    | O Livro dos Pássaros Lark / Arte & Letra | - 48 Km (Iara Naika / Indievisivel) - A Casa do Diabo: A Mina, a Lesma e o Caracol (Dona Dora / Pé-de-Cabra) - As Confissões da Bahia (em Quadrinhos) (Alexey Dodsworth, Cristina Lasaitis, Isaque Sagara, David Arievilo, Tunak, Kirnna Schaun, Roberta Cirne, Débora Santos e Alson Castro / independente) - Ascensão e Queda de Bolsonaro: Efeito Lula (Gilmar / Skript) - Batatinha Fantasma: Aventuras da Vida a Dois (Carol Borges e Filipe Remedios / independente) - Boy Dodói: Histórias Reais e Ilustradas Sobre Masculinidade Tóxica (Bebel Abreu, Carol Ito e Helô D'Angelo, organizadoras / Bebel Books) - Ménage nº 6 (Germana Viana, Laudo Ferreira e Marcatti / independente) - Mundinho Linhadotrem (Raphael Salimena / Draco) - Siriricas Tristes e Outras (In)felicidades (Carol Ito / Veneta) |
| Publicação de tira                     | O Livro dos Pássaros Lark / Arte & Letra | - 5 Anos Nanda a Ver (Blenda Furtado / independente) - Ascensão e Queda de Bolsonaro: Efeito Lula (Gilmar / Skript) - Batatinha Fantasma: Aventuras da Vida a Dois (Carol Borges e Filipe Remedios / independente) - Maria: Queerlombola (Henrique Magalhães / Marca de Fantasia) - Mundinho Linhadotrem (Raphael Salimena / Draco) - O Mundo É um Moído (Samuel de Gois / Guilhotina) - Odiei (T.S. Carmo / independente) - Os Santos (Leandro Assis e Triscila Oliveira / Todavia) - Siriricas Tristes e Outras (In)felicidades (Carol Ito / Veneta) |
| Publicação em minissérie               | Os Gatos do Louvre Taiyo Matsumoto / JBC | - A Bela Casa do Lago (James Tynion IV, Álvaro Martínez Bueno e Jordie Bellaire / Panini) - A Menina do Outro Lado (Nagabe / DarkSide) - A Vingança da Última Bailarina (Guilherme de Sousa / Korja dos Quadrinhos) - Corazón (Dan Borges / RQT Comics) - Deadly Class nº 8 (Rick Remender, Wes Craig e Lee Loughridge / Devir) - Monstrum (Carlos F. Figueiras, Sueli Mendes e Rod Fernandes / Korja dos Quadrinhos) - Novembro (Matt Fraction, Elsa Charretier e Matt Hollingsworth / Risco) - Shimanami Tasogare: Sonhos ao Amanhecer (Yuhki Kamatani / JBC) - Tangram (Pedro Hutsch Balboni e Aureo Henrique Leite dos Santos / independente) |
| Publicação independente de grupo       | Boy Dodói: Histórias Reais e Ilustradas Sobre Masculinidade Tóxica Bebel Abreu, Carol Ito e Helô D'Angelo, organizadoras / Bebel Books                                                                       | - Agora Talvez Você Seja Compreendido (Paulo Biscaia Filho, José Aguiar e André Stahlschmidt / Quadrinhofilia) - As Confissões da Bahia (em Quadrinhos) (Alexey Dodsworth, Cristina Lasaitis, Isaque Sagara, David Arievilo, Tunak, Kirnna Schaun, Roberta Cirne, Débora Santos e Alson Castro / independente) - Café Espacial nº 21 (Sergio Chaves e Lídia Basoli, editores / independente) - Harvi nº 2 (Lielson Zeni, Maria Clara Carneiro e Marcos KZ, editores / Selo Harvi) - Ménage nº 6 (Germana Viana, Laudo Ferreira e Marcatti / independente) - Ô, Josué! Crônicas da Fome (Adriano dos Anjos, Bruno Alves, Eron Villar, Fávio Paiva, Lua, Luciano Félix, Marcos Santana e Thaïs Suzuki / independente) - Orixás: O Monstro do Vale (Alex Mir, Bruno Brunelli, Laudo Ferreira e Marcel Bartholo / independente) - Raios & Gritos (Alexandre Bar e Mauro de Abreu, editores / Kaiju) - XPTO nº 11 (Rafa Figueiredo, editor / independente) |
| Publicação independente edição única   | Estados Unidos da África Anderson Shon e Daniel Cesart / Bebel Books | - A Cidade Submersa (Jozz / independente) - A Colher (Cora Ottoni / independente) - Aqueles Dias (Luana Cristini e Gil Gomes / independente) - Arrojadas: Mulheres Paranaenses que Reescreveram a História (Mylle Pampuch e Amanda Barros / Têmpora Criativa) - Boy Magya Contra o Monstro do Armário (Chris Gonzatti, Guilherme Smee, Danverdura, Maria Olivia e Germana Viana / Splash) - E a Boca do Luxo Entra em Campo (Lu Castro e Lalo Sousa / independente) - Juízo (Amanda Miranda / independente) - Love Can Hurt (Marina Schenkel / independente) - Meio Amargo (Jarbas Pereira e Isaque Sagara / Estudio Jambo) - Paina (Thaly Chrys / independente) - Quase Tudo São Flores (Karipola / Black Eye) - Sabina (Allan Matias / independente) |
| Publicação independente seriada        | Batatinha Fantasma: Aventuras da Vida a Dois Carol Borges e Filipe Remedios / independente | - Amigos da Ciência: Quadrinhos e Atividades (Carlos Ruas e Gui Bon / independente) - Dope nº 2 (Edson Bortolotte / independente) - Harvi nº 2 (Lielson Zeni, Maria Clara Carneiro e Marcos KZ, editores / Selo Harvi) - Maldição!!! (Cora Ronron / independente) - Ménage nº 6 (Germana Viana, Laudo Ferreira e Marcatti / independente) - Para Andar no Escuro (Mari Coelho Nogueira / independente) - Para-Detetives (Isaac Santos / independente) - Spaceshit Vol.1 (Fred Hildebrand / independente) - Vini Bruxão (Pedro Okuyama / Zapata) |
| Publicação independente seriada        | Orixás: O Monstro do Vale Alex Mir, Bruno Brunelli, Laudo Ferreira e Marcel Bartholo / independente | - Amigos da Ciência: Quadrinhos e Atividades (Carlos Ruas e Gui Bon / independente) - Dope nº 2 (Edson Bortolotte / independente) - Harvi nº 2 (Lielson Zeni, Maria Clara Carneiro e Marcos KZ, editores / Selo Harvi) - Maldição!!! (Cora Ronron / independente) - Ménage nº 6 (Germana Viana, Laudo Ferreira e Marcatti / independente) - Para Andar no Escuro (Mari Coelho Nogueira / independente) - Para-Detetives (Isaac Santos / independente) - Spaceshit Vol.1 (Fred Hildebrand / independente) - Vini Bruxão (Pedro Okuyama / Zapata) |
| Publicação infantil                    | Magali: Receita Carol Rossetti / Panini | - Araponga & Gralha Azul (Thiago Silva, Ton Marx e Bruna Santos / Chroma) - As Sete Vidas do Gato Jouralbo (Allan Sieber / Bebel Books) - Bear: As Aventuras de Dimas & Raven - Na Cidade das Charadas (Bianca Pinheiro / Conrad) - Crônicas de Chordata: Masmorra de Áquila (Débora Kamogawa / Leiturinha) - O Bicho Estranho (Má Matiazi / Espectral) - O Gato e sua Lua (Dani Bolinho e Leonardo Himura / Indievisivel) - O Mago e a Tempestade (Rapha Pinheiro, Neilo Rodrigues e Maju Bengel / Universo Guará) - Oré Ure (Marcio R. Garcia / Inverso) - Os Afrofuturistas: O Ataque dos Kips (Marcelo Lima e Renato Barreto / Veneta) |
| Publicação juvenil                     | Jeremias: Estrela Rafael Calça e Jefferson Costa / Panini | - 5 Anos Nanda a Ver (Blenda Furtado / independente) - A Canção Fantasma (Samanta Flôor / DarkSide) - A Queda do Patriarcado: O Combate ao Machismo Através dos Séculos (Marta Breen e Jenny Jordahl / Seguinte) - Aqueles Dias (Luana Cristini e Gil Gomes / independente) - Fadiga (Johnatan Marques / independente) - Inteiro Pesa Mais do Que Metade (Carol Ito / Nversos) - M de Monstra (Talia Dutton / Suma) - Orixás: O Monstro do Vale (Alex Mir, Bruno Brunelli, Laudo Ferreira e Marcel Bartholo / independente) - Os Santos (Leandro Assis e Triscila Oliveira / Todavia) |
| Publicação mix                         | Pobrefobia: Vivências das Ruas com Padre Júlio Lancellotti Rogério Faria, Laura Athayde, Lila Cruz, Luiza Lemos, Danilo Dias, Pedro Balduino e Raphael Salimena / Draco                                      | - As Confissões da Bahia (em Quadrinhos) (Alexey Dodsworth, Cristina Lasaitis, Isaque Sagara, David Arievilo, Tunak, Kirnna Schaun, Roberta Cirne, Débora Santos e Alson Castro / independente) - Boy Dodói: Histórias Reais e Ilustradas Sobre Masculinidade Tóxica (Bebel Abreu, Carol Ito e Helô D'Angelo, organizadoras / Bebel Books) - Café Espacial nº 21 (Sergio Chaves e Lídia Basoli, editores / independente) - Crime Scene Graphic Novel Volume 1 (vários autores / DarkSide) - Gibi de Menininha: Contos de F*das (Camila Suzuki, Clarice França, Dane Taranha, Fabiana Signorini, Germana Viana, Katia Schittine, Mari Santtos, Milena Azevedo, Renata C B Lzz e Roberta Cirne / Zarabatana) - Grandes Sucessos (S. Lobo, editor / Brasa) - Harvi nº 2 (Lielson Zeni, Maria Clara Carneiro e Marcos KZ, editores / Selo Harvi) - Mil Grau (João Pinheiro e Márcio Paixão Jr., editores / MMarte) - Ô, Josué! Crônicas da Fome (Adriano dos Anjos, Bruno Alves, Eron Villar, Fávio Paiva, Lua, Luciano Félix, Marcos Santana e Thaïs Suzuki / independente) |
| Relevância internacional               | Rafael Grampá | Eleito pela comissão organizadora |
| Roteirista nacional                    | Rafael Calça Jeremias: Estrela | - Alex Mir (Orixás: O Monstro do Vale) - Ana Luiza Koehler (Viaduto) - Bianca Pinheiro (Bear: As Aventuras de Dimas & Raven - Na Cidade das Charadas) - Clara Chotil (Ópera Negra) - Clarice França (Carmilla) - Larissa Palmieri (O Fantasma da Ópera em São Paulo) - Leandro Assis e Triscila Oliveira (Os Santos) - Petra Leão (O Morro dos Ventos Uivantes em Quadrinhos) - Samanta Flôor (A Canção Fantasma) |
| Tese de doutorado                      | A aprendizagem da Matemática por meio da produção de histórias em quadrinhos Simone Aparecida Santos / Centro Universitário Internacional                                                                    | Eleito pelo júri especializado |
| Trabalho de conclusão de curso         | Tem algo de errado comigo? Carolina Herrera Pinto | Eleito pelo júri especializado |
| Web quadrinhos                         | Os Santos Leandro Assis e Triscila Oliveira | - A Voz de Esperança Garcia (João P. Luiz e Bernardo Aurélio) - Comando Palmares: Expedição Muiraquitã (A. Z. Cordenosi e Fred Rubim) - Diamante Negro (GG Albuquerque e Marília Marz) - Kit Drogas: Redução de Danos na Mira da Extrema Direita (Carol Ito e Felipe Portugal) - Liberdade Negada: A Vida de Mulheres Migrantes Depois do Cárcere (Gabriela Güllich e Nduduzo Siba) - Maldição!!! (Cora Ronron) - Memória em Quadrinhos (Toni Rodrigues) - Muragô (Kachec) - Não Binária, Apenas (Little Goat) |
| Web tira                               | Dona Anésia Will Leite | - Batatinha Fantasma (Carol Borges e Filipe Remedios) - Cuscuz Surpresa (Helô D'Angelo e Daniel Cesart) - Guariba (Pablito Aguiar, Raimunda Tutanguira e Jonathan Watts) - Larkness (Lark) - Magô Pool (Magô Pool) - Moídos de Samueldegois (Samuel de Gois) - No Meio Fio (Gustavo Magalhães) - Os Santos (Leandro Assis e Triscila Oliveira) - Província Negra (Kaled Kanbour e Kris Zullo) - Tem Algo de Errado Comigo? (Lina Pin) - Webtiras Boy Dodói (Bebel Abreu, Carol Ito e Helô D'Angelo, organizadoras) |